# Oudrenne
Oudrenne (deutsch Udern, lothringisch Uderen) ist eine französische Gemeinde mit 730 Einwohnern (Stand 1. Januar 2022) im Département Moselle in der Region Grand Est.

## Geografie
Die Gemeinde Oudrenne liegt in einem Seitental der Mosel, zwölf Kilometer ostnordöstlich von Thionville.
Das Gemeindewappen erinnert an die früheren Herren über Udern / Oudrenne: der Schlüssel an das Trierer Domkapitel und der Bischofsstab an das Kloster Mettlach.
Zu Oudrenne gehören seit 1811 auch die beiden Dörfer Breistroff-la-Petite (Kleinbreisdorf) und Lemestroff (Lemmersdorf).

## Geschichte
Der Ort wurde 932 erstmals als Udera villa erwähnt, seit 1661 gehört er zu Frankreich. Die gegenwärtige Schreibweise des Ortsnamens gilt seit 1756 (1869–1871 vorübergehend zu Oudren verkürzt). Durch die Bestimmungen im Friede von Vincennes kam Sierck „mit seinen dreißig Dörfern“ (dabei auch Lemmersdorf und Udern) 1661 zu Frankreich.

### Bevölkerungsentwicklung
| Jahr      | 1968 | 1975 | 1982 | 1990 | 1999 | 2007 | 2019 |
| Einwohner | 576  | 545  | 576  | 663  | 694  | 736  | 743  |

## Sehenswürdigkeiten
- Kirche Sainte-Marguerite
- Kapelle Saint-Érasme et Notre-Dame im Ortsteil Breistroff-la-Petite
- Kapelle Sainte-Catherine im Ortsteil Lemestroff

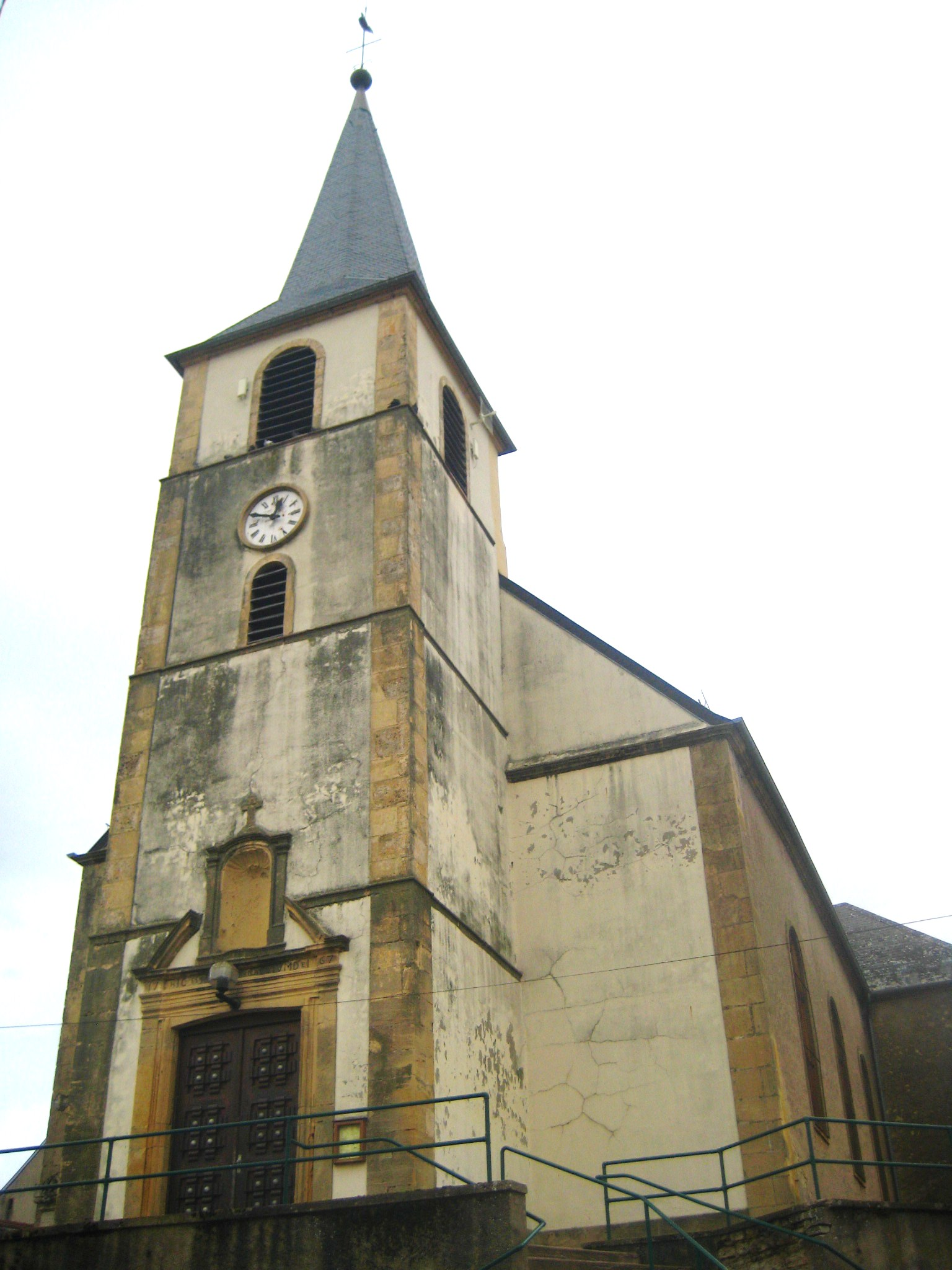
Kirche Sainte-Marguerite
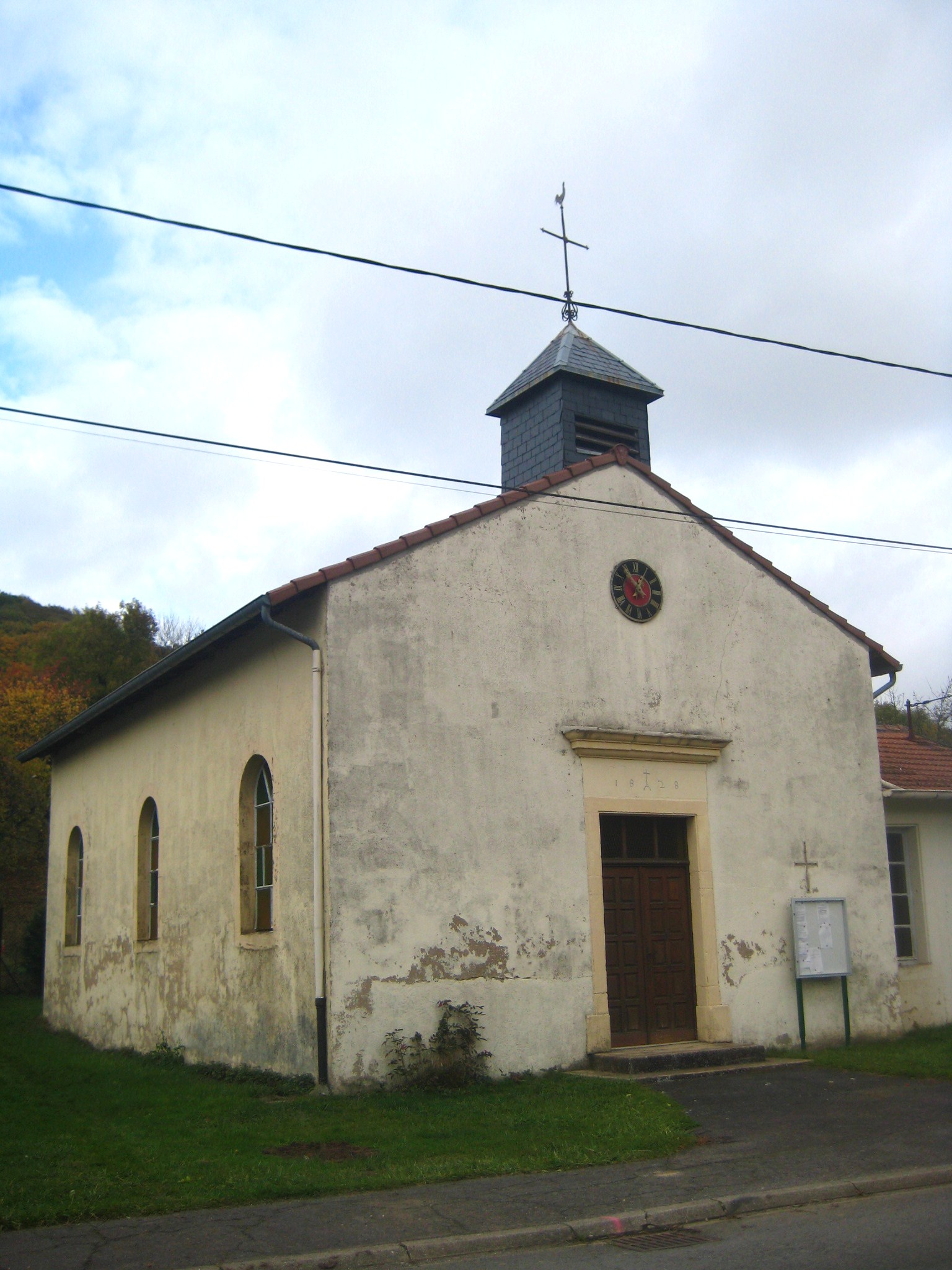
Kapelle Saint-Érasme et Notre-Dame
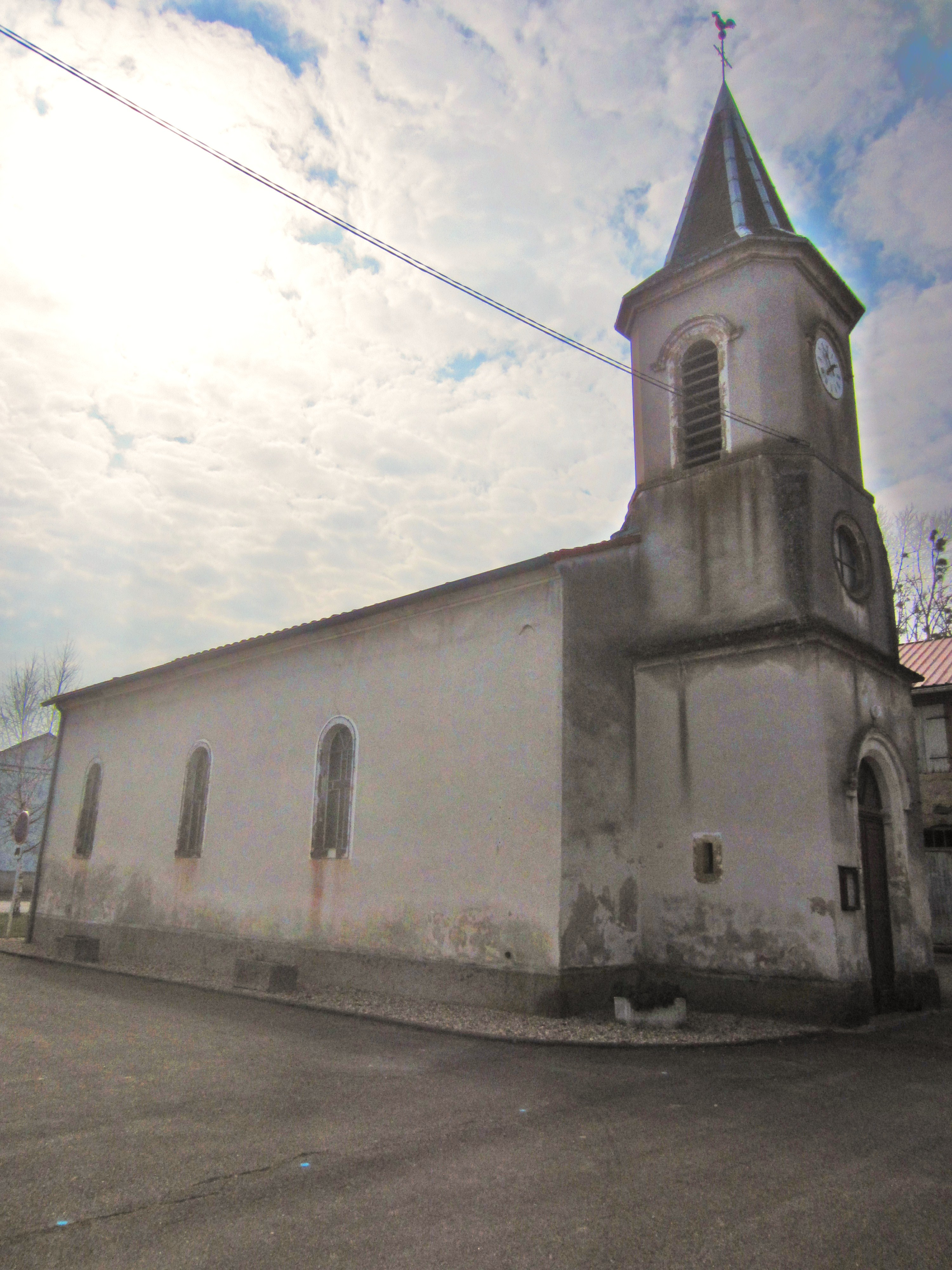
Kirche Sainte-Catherine

## Belege
1. ↑  Wappenbeschreibung auf genealogie-lorraine.fr (französisch)